# HMS Savage (G20)
«Савідж» (англ. HMS Savage (G20) — військовий корабель, ескадрений міноносець типу «S» Королівського військово-морського флоту Великої Британії часів Другої світової війни.
Ескадрений міноносець «Савідж» закладений 7 грудня 1941 року на верфі компанії Hawthorn Leslie and Company у Геббурні. 29 вересня 1942 року він був спущений на воду, а 8 червня 1943 року увійшов до складу Королівських ВМС Великої Британії. Есмінець брав участь у бойових діях на морі в Другій світовій війні, переважно бився у Північній Атлантиці, супроводжуючи арктичні конвої. За проявлену мужність та стійкість у боях бойовий корабель заохочений двома бойовими відзнаками.

## Бойовий шлях

### 1943

#### Бій біля Нордкапа
1 листопада 1943 року есмінець входив до складу сил ескорту, що супроводжували конвой RA 54A, який повертався з Радянського Союзу.
20 грудня 1943 року з бухти Лох-Ів у Шотландії вийшов черговий арктичний конвой JW 55B з 19 транспортних та вантажних суден. До складу сил супроводу під командуванням віце-адмірала Б. Фрезера входили: лінкор «Герцог Йоркський», крейсери «Белфаст», «Норфолк», «Шеффілд», «Джамайка» і чотири есмінці «Саумарез», «Савідж», «Скорпіон» і норвезький «Сторд».
26 грудня 1943 року о 8:40 в умовах повної полярної ночі кораблі союзників вступили в бій з німецьким ударним угрупованням флоту, яке очолював лінійний корабель ВМС Третього Рейху «Шарнгорст».
В ході морського бою, який точився протягом дня, британські кораблі завдали серйозних пошкоджень лінкору «Шарнгорст», який приблизно о 18:45 внаслідок отриманих ушкоджень від вогню противника затонув.

### 1944
12 січня 1944 року «Севідж» з есмінцем «Оффа» здійснив перехід до Ісландії для підготовки для чергового конвою. 21 січня вийшов з Акурейрі з ескортною групою конвою JW 56A, що прямував до Кольської затоки. Транспортний конвой піддався атаці 10 німецьких субмарин. 25 січня U-278 вдалось потопити американське судно Penelope Barker (16 осіб загинуло, 56 врятувалось), есмінець «Обд'юрет» отримав серйозні пошкодження через торпедну атаку іншої субмарини U-360 й був змушений вийти з похідного ордеру конвою. 26 числа судно Andrew G. Curtin було потоплено U-716 (3 особи загинуло, 68 врятовані «Інконстант»), Fort Bellingham спочатку дістав пошкоджень від влучення торпед U-360, а потім було затоплено U-957 (36 осіб загинуло, 35 врятовані «Оффа»; ще 2 особи взяті в полон німецькими підводниками).
3 лютого 1944 року повернувся до Британських островів з конвоєм RA 56, на який противник не впливав протягом переходу.
22 числа вийшов у черговий конвой JW 57 на чолі з крейсером «Блек Прінс» до радянських портів. 24 лютого у ході руху конвою суден німці вжили спроби атакувати підводними човнами транспорти та кораблі ескорту, однак контратакою есмінця «Кеппель» та торпедоносців «Сордфіш» з борту ескортного авіаносця «Чейсер» німецький U-713 був потоплений. Наступного дня есмінець «Махратта» був потоплений німецьким підводним човном U-990. У свою чергу літаючий човен «Каталіна» з бази у Саллом-Во виявив та потопив глибинними бомбами німецьку субмарину U-601.
У лютому-березні 1944 року есмінець «Савідж» супроводжував арктичний конвой JW/RA-57. Під час супроводу конвою 4 березня 1944 року літаки з авіаносця пошкодили німецький підводний човен U-472 (який згодом був потоплений надводними кораблями), а також потопили підводні човни U-366 (05.03.1944) та U-973 (06.03.1944).

### 1945
З нового року есмінець продовжував нести службу у складі Флоту метрополії, супроводжував конвої та поодинокі кораблі й судна у північних водах Атлантики. У перші дні травня — останні дні війни в Європі — взяв участь в останньому авіаційному нальоті на німецьку базу підводних човнів у норвезькому Гарстаді. Британське авіаносне ударне угруповання кораблів з авіаносцями «Серчер», «Квін», «Трампітер» завдало удару з повітря по захищеній базі, де переховувалися німецькі судна. Судно забезпечення ПЧ Black Watch, перероблений у корабель ППО колишній норвезький крейсер Senja та U-711 були потоплені ударами палубної авіації британського флоту.